# Dusty Ryan
Dusty Mitchell Ryan, né le 2 septembre 1984 à Merced (Californie) aux États-Unis, est un joueur américain de baseball évoluant en Ligue majeure de baseball avec les Mets de New York au poste de receveur.

## Carrière
Étudiant à l'Université de Californie à Merced, Dusty Ryan est drafté le 3 juin 2003, par les Tigers de Détroit. Il signe son contrat professionnel le 27 mai 2004 afin d'achever son année universitaire 2003-2004. En juin 2002, il avait repoussé l'offre des Phillies de Philadelphie.
Il débute en Ligue majeure le 4 septembre 2008.
Dusty Ryan est échangé aux Padres de San Diego le 21 décembre 2009. Il ne joue qu'en ligue mineure dans l'organisation des Padres, puis rejoint en janvier 2011 les Mets de New York.

## Statistiques
En saison régulière
| Statistiques de frappeur |         |    |    |   |    |    |    |    |     |    |       |
| Saison                   | Équipe  | J  | AB | R | H  | 2B | 3B | HR | RBI | SB | BA    |
| 2008                     | Détroit | 15 | 44 | 6 | 14 | 2  | 0  | 2  | 7   | 0  | 0,318 |
| 2009                     | Détroit | 12 | 26 | 1 | 4  | 1  | 0  | 0  | 4   | 0  | 0,154 |
| Totaux                   | Totaux  | 27 | 70 | 7 | 18 | 3  | 0  | 2  | 11  | 0  | 0,257 |

Note: J = Matches joués; AB = Passages au bâton; R = Points; H = Coups sûrs; 2B = Doubles; 
3B = Triples; HR = Coup de circuit; RBI = Points produits; SB = buts volés; BA = Moyenne au bâton 